# HD 39312
HD 39312，又名CD-44 2274，SAO 217559、HR 2032，是一颗恒星，视星等为6.38，位于銀經251.36，銀緯-29.34，其B1900.0坐标为赤經5h 46m 39.7s，赤緯-44° -29.34′ 16″。